# 朱明暹
朱明暹（1943年—2022年2月6日），男，中华人民共和国政治人物，曾任国家质量技术监督局副局长，国有重点大型企业监事会主席。